# 洛厄爾·坎寧安
洛厄尔·坎宁安（英語：Lowell Cunningham，1959年5月21日—）出身於美国田纳西州富兰克林，是一名美国漫画家，以其1990年的作品黑衣人闻名。黑衣人之后於1997年、2002年及2012年衍生为一系列电影，1997年至2001年則被改編為电视动画。